# Golden Gate (Florida)
Golden Gate ist ein census-designated place (CDP) im Collier County im US-Bundesstaat Florida. Das U.S. Census Bureau hat bei der Volkszählung 2020 eine Einwohnerzahl von 25.321 ermittelt.

## Geographie
An Golden Gate führt die Interstate 75 vorbei. Der CDP liegt etwa 7 km östlich von Naples.

## Demographische Daten
Laut der Volkszählung 2010 verteilten sich die damaligen 23.961 Einwohner auf 8.217 Haushalte. Die Bevölkerungsdichte lag bei 2.282 Einw./km². 66,0 % der Bevölkerung bezeichneten sich als Weiße, 16,2 % als Afroamerikaner, 0,7 % als Indianer und 0,7 % als Asian Americans. 12,5 % gaben die Angehörigkeit zu einer anderen Ethnie und 3,9 % zu mehreren Ethnien an. 58,5 % der Bevölkerung bestand aus Hispanics oder Latinos.
Im Jahr 2010 lebten in 50,1 % aller Haushalte Kinder unter 18 Jahren sowie 17,2 % aller Haushalte Personen mit mindestens 65 Jahren. 77,2 % der Haushalte waren Familienhaushalte (bestehend aus verheirateten Paaren mit oder ohne Nachkommen bzw. einem Elternteil mit Nachkomme). Die durchschnittliche Größe eines Haushalts lag bei 3,38 Personen und die durchschnittliche Familiengröße bei 3,61 Personen.
32,2 % der Bevölkerung waren jünger als 20 Jahre, 33,2 % waren 20 bis 39 Jahre alt, 25,0 % waren 40 bis 59 Jahre alt und 9,4 % waren mindestens 60 Jahre alt. Das mittlere Alter betrug 30 Jahre. 52,4 % der Bevölkerung waren männlich und 47,6 % weiblich.
Das durchschnittliche Jahreseinkommen lag bei 39.733 $, dabei lebten 26,1 % der Bevölkerung unter der Armutsgrenze.
Im Jahr 2000 war Englisch die Muttersprache von 58,49 % der Bevölkerung, spanisch sprachen 34,52 % und 6,99 % hatten eine andere Muttersprache.